# 稗田寧寧
稗田寧寧（日语：／ Hieda Nene，1997年1月15日—）是日本的女性聲優，神奈川縣出身。81 Produce所屬。DIALOGUE+成員。

## 經歷
在立志成為聲優之前，稗田寧寧原本希望成為創作歌手，她特別喜歡大無限樂團，從大約5歲開始就經常和家人一起去參加他們的演唱會。在那段期間，她認識了曾出演電視動畫《櫻蘭高校男公關部》的宮野真守與坂本真綾，於是決定以成為聲優為目標。
2012年獲得第6回81甄選的特別賞與小學館賞。2016年4月加入81 Produce。2019年6月加入聲優團體DIALOGUE+。2022年3月獲得第16屆聲優獎新人女優獎。

## 演出作品
※粗體字為主要角色。

### 電視動畫
2017年
- 卡片戰鬥先導者G 超越之門篇

2018年
- POP TEAM EPIC（女友）
- 飆速宅男 GLORY LINE（女學生）
- GUNDAM創鬥者 潛網大戰（矢代桃華）
- Butlers～千年百年物語～（女學生）
- 三次元女友 REAL GIRL（女學生）
- 小貓奇奇大旅行（孩子B）
- 最終休止符 -無止境的螺旋物語-（露露）
- 齊木楠雄的災難 第2期（辣妹A）
- 閃躍吧！星夢☆頻道（糖果女孩）
- 高分少女（女學生C）
- 異世界魔王與召喚少女的奴隸魔術（朋友）
- 雷頓 懸疑偵探社 ～卡翠愛兒的解謎事件簿～（ネロ・エッグビーター〈幼少期〉）
- 偶像學園Friends！（獅子丸美香）
- 叛逆性百萬亞瑟王（泳裝辣妹A）
- 齊木楠雄的災難 完結篇（女學生）

2019年
- 狂賭之淵××（選舉管理委員副委員長、辣妹學生B）
- 我們真的學不來！（女學生A）
- 偶像學園Friends！（粉絲）
- 戰姬絕唱SYMPHOGEAR XV（少女）
- 女高中生的虛度日常（男孩子）
- MIX（女學生C）
- KIRA KIRA HAPPY★ 打開吧！見習神仙精靈（夏希）
- 我們真的學不來！第2期（女子B）

2020年
- 掠奪者（街上的人）
- 22/7（學生）
- 魔王學院的不適任者～史上最強的魔王始祖，轉生就讀子孫們的學校～（米莎·伊里歐洛古）
- 戰翼的希格德莉法（六車·宮古）
- 安達與島村（學生們、孩子們、潘喬）

2021年
- 弱角友崎同學（泉優鈴）
- ICHU偶像進行曲（可麗餅店員、櫃台小姐）
- 女朋友 and 女朋友（學生們、笨蛋女）
- 月光下的異世界之旅（ユーノ）
- BUILD DIVIDE -#000000-（空木小麥）

2022年
- CUE!（鷹取舞花）
- BUILD DIVIDE -#FFFFFF-（空木小麥）
- 愛在征服世界後（神宮寺美咲／黃色冰果）
- 骸骨騎士大人異世界冒險中（碰太）
- BLUE LOCK 藍色監獄（女子、御影玲王〈幼少期〉）
- 百萬噸級武藏（系統音聲、操作員）

2023年
- 魔王學院的不適任者～史上最強的魔王始祖，轉生就讀子孫們的學校～II（米莎·伊里歐洛古、阿伯斯·迪魯黑比亞）
- 再得一勝！（南雲安奈）
- 最強陰陽師的異世界轉生記（阿米優）
- 可愛過頭大危機（猿藤七絆）
- 魔法少女毁滅者（防毒面具）
- 英雄教室（桑庫）

2024年
- 弱角友崎同學 2nd STAGE（泉優鈴）
- 魔都精兵的奴隸（東八千穗）
- 月光下的異世界之旅 第二幕（ユーノ＝レンブラント）
- 從Lv2開始開外掛的前勇者候補過著悠哉異世界生活（貝菈諾）
- 怪獸8號（水無瀨朱里）
- Re:Monster（露比莉亞）

2025年
- 我和班上最討厭的女生結婚了。（北条糸青）
- 平凡上班族到異世界當上了四天王的故事（蓋諾姆）
- 離開A級隊伍的我，和從前的弟子往迷宮深處邁進（蕾茵）
- 遲早是最強的鍊金術師？（蕾瓦）
- Summer Pockets（久島鷗）

2026年
- 魔都精兵的奴隸2（東八千穗）

### 劇場動畫
2018年
- 我想吃掉你的胰臟（女孩子）

### OVA
2019年
- 我們真的學不來！（女性B）

### 網路動畫
2020年
- 鋼彈創鬥者 潛網大戰（矢代桃華）

2021年
- 加油吧，同期醬（同期醬）

2025年
- Yu-Gi-Oh! CARD GAME THE CHRONICLES（閃刀姬-羅潔）[26]

### 遊戲
2017年
- Grand Summoners（莉菲里、卡特密拉）
- 城姬Quest（芥川山城）
- 新約Arcana Slayer（卡納米）
- Digital Rhapsody（瑪琉、格雷、艾米娜、1）
- 王冠之戰（政宗）
- 魔女異聞錄：伊絲塔利亞傳說
- 夜幕射手（桑納托斯、賽蓮）

2018年
- 刀使之巫女 刻印閃爍的燈火（長江雙葉）
- 食之契約（楊枝甘露）

2019年
- 怪物彈珠（2019年 - 2023年 泰姬・瑪哈、樂甘、瑪果絲奇涅）

2020年
- 閃亂神樂NEW LINK（蘭丸）

2022年
- 緋染天空 Heaven Burns Red（神崎阿黛爾海德）

### 其他
- 日本！歷史鑑定（七）[1]

## 外部連結
- 事務所官方簡歷（日語）
- 稗田寧寧的X（前Twitter）